# Lomanoxia canthonopsis
Lomanoxia canthonopsis är en skalbaggsart som beskrevs av Paul E.Skelley 2003. Lomanoxia canthonopsis ingår i släktet Lomanoxia och familjen Aphodiidae. Inga underarter finns listade i Catalogue of Life.